# Вторгнення (військова справа)

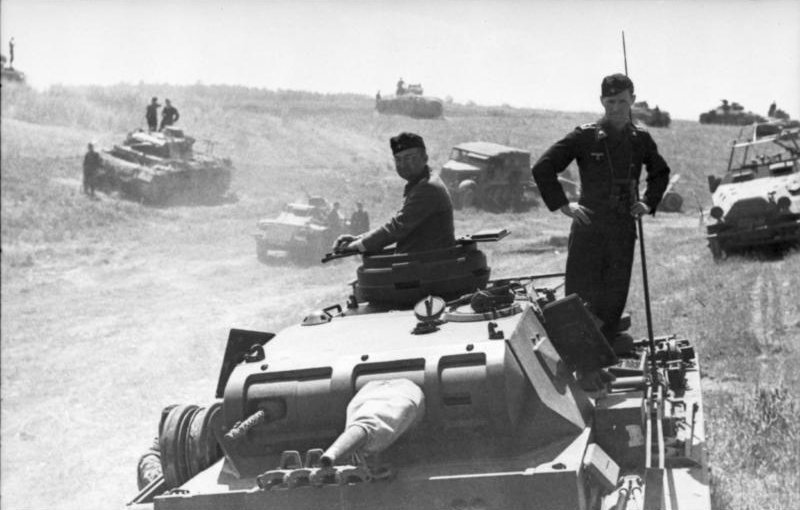
Танки Panzer III 13-ї танкової дивізії в Польщі напередодні вторгнення до Радянського Союзу. Червень 1941

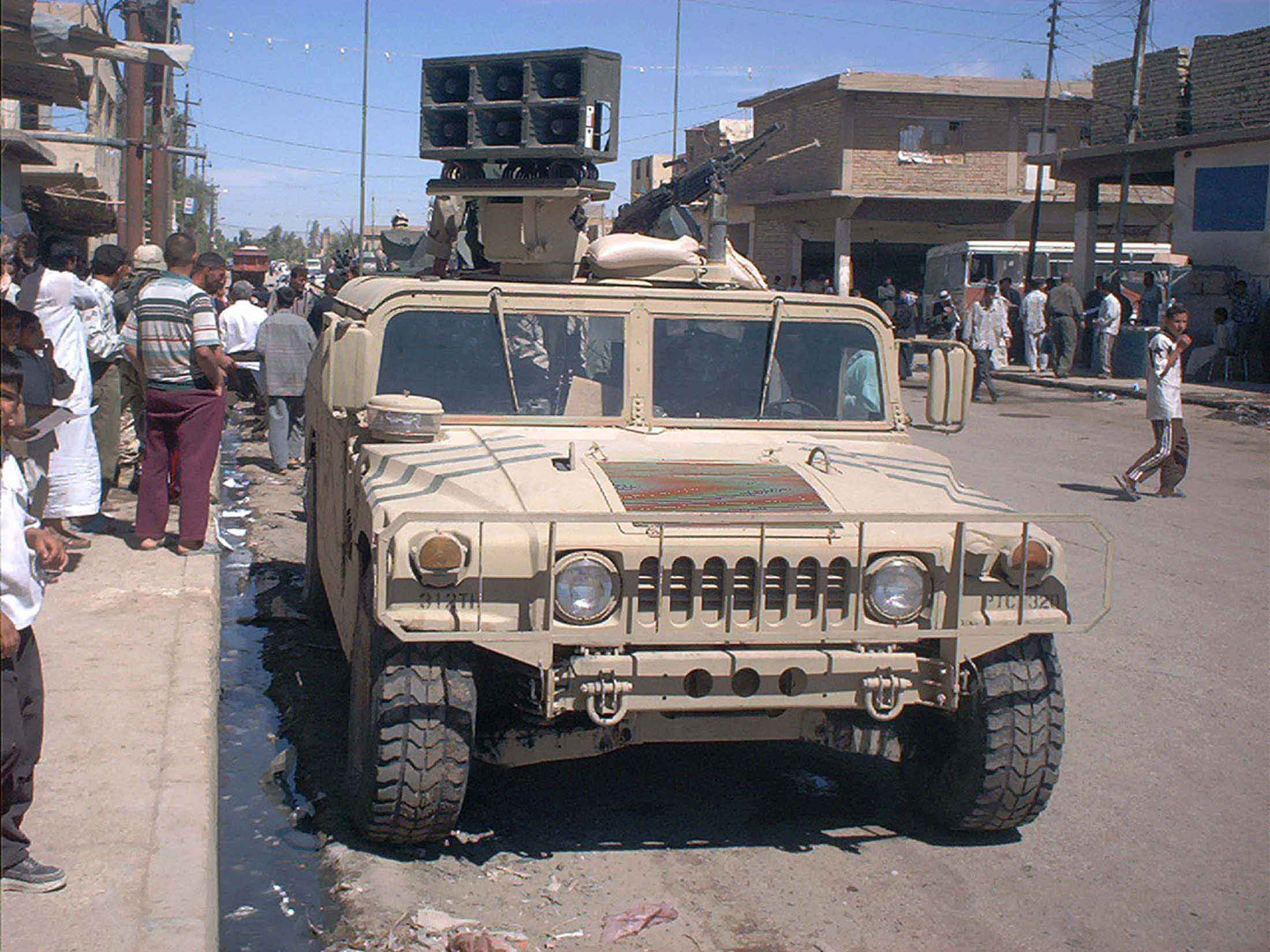
Американські війська упроваджують психологічні акції з початком вторгнення до Іраку. Ель-Кут. Ірак

Вторгнення — у військовій справі та в міжнародному праві — вступ збройних сил однієї або декількох держав по суші, повітрям або з моря на територію іншої держави. Зазвичай здійснюється раптово і виражається в стрімкому просуванні (проникненні) виділених для вторгнення сил у межі іншої країни.

## Ознаки
Вторгнення широко практикувалося в усі періоди військової історії для захоплення чужих територій, розгрому армій противника і досягнення інших агресивних цілей. У стародавні століття відомі вторгнення військ Олександра Македонського в Малу Азію і в Персію, перських військ в Грецію, армії спартанців в межі Фів та інше; в середні століття вторгнення здійснювалося франками в Західну Європу, арабами в Малу Азію і Персію, військами Чингісхана і Батия в руські землі; у пізніший час — вторгнення «великої армії» Наполеона в Росію тощо.
В період між 1-ї і 2-ї світовими війнами військові теоретики країн, які дотримувалися погляду про можливість домогтися вирішального успіху у війні швидким нищівним ударом, обґрунтовували необхідність створення спеціального угруповання військ, призначеного для вторгнення. Ці погляди знайшли найповніше втілення в будівництві армій Німеччини, Італії, Японії. Раптове вторгнення завчасно створених угруповань їх збройних сил в межі країн Європи та Азії стало основним способом нападу на інші країни у 2-й світовій війні.

## Прецеденти
Після 2-ї світової війни армії багатьох держав неодноразово здійснювали вторгнення в країни, розташовані в Азії, Африці, Латинській Америці, на Близькому Сході.
Для цих цілей поряд з сухопутними військами широко застосовувалися повітряні та морські сили, а також повітряно-десантні та аеромобільні війська. В умовах застосування ядерної зброї способи вторгнення агресивних армій можуть набувати інших форм. Вторгнення призначених для цих цілей сил і засобів на територію іншої країни передбачається здійснювати слідом за ядерними ударами для реалізації їх результатів, захоплення та закріплення території.
Під вторгненням розуміється також порушення державного кордону (повітряного простору, територіальних вод) держави військовими підрозділами (патрулями), окремими літаками або кораблями іншої країни з метою проведення розвідки або диверсій.